# 香西町
香西町（こうざいちょう）は、香川県香川郡にあった町。

## 人口
| \| 1920年（大正9年） \| 3,440人 \| \| \| 1925年（大正14年） \| 3,661人 \| \| \| 1930年（昭和5年） \| 4,013人 \| \| \| 1935年（昭和10年） \| 4,289人 \| \| \| 1940年（昭和15年） \| 4,305人 \| \| \| 1947年（昭和22年） \| 6,425人 \| \| \| 1950年（昭和25年） \| 6,081人 \| \| \| 1955年（昭和30年） \| 6,161人 \| \| |         |  |
| 総務省統計局 / 国勢調査（1955年） |         |  |
| 1920年（大正9年） | 3,440人 |  |
| 1925年（大正14年） | 3,661人 |  |
| 1930年（昭和5年） | 4,013人 |  |
| 1935年（昭和10年） | 4,289人 |  |
| 1940年（昭和15年） | 4,305人 |  |
| 1947年（昭和22年） | 6,425人 |  |
| 1950年（昭和25年） | 6,081人 |  |
| 1955年（昭和30年） | 6,161人 |  |

## 歴史
この地域の起こりは古代に開けた港町である。港は西方を芝山に護られた入り江に位置する天然の良港で、古くから吉備を通して本州とも開けた物流の拠点であった。中世になると豪族香西氏が居城「勝賀城」を構え、備讃地区における海上警備の拠点とするなど城下町としての歴史が始まる。もともと天然の良港であったことや、香西氏が瀬戸内海で勢力を持った水軍を支配下に置いたことなどで町は発展し、室町時代にはアジア諸国の貿易商船も出入りするほどの栄華を誇った。18代360年にわたって繁栄した香西氏であるが、1585年に豊臣秀吉によって行われた四国征伐によりその歴史に幕を閉じた。
その後、1590年に生駒親正が篦原（のはらの）庄（現在地）に高松城を築き、香西港は高松藩の商港としての地位を確立した。江戸時代には高松藩の水主役として藩主の参勤交代時に徴発されたり藩の御蔵米の積出しも行われた他、サワラのカラスミなどの海産物も将軍に献上するようになった。
明治維新後の廃藩置県により高松藩は廃止されたが、香川郡や綾歌郡の貿易港として特産物が関西や瀬戸内海沿岸の西日本各地に運ばれた。
その中、行政区域としては1890年（明治23年）2月15日、町村制施行により香西は新田、平賀上、西打、平賀下とともに香川郡中笠居村（なかかさいむら）となる。その後1915年2月11日には町制施行に伴って改称し香川郡香西町となっている。
1956年（昭和31年）9月30日には高松市と合併し自治体としての香西町は消滅した。

### 年表
- 1890年（明治23年）2月15日 - 自然村である香川郡中笠居村の区域を以って町村制を施行し、行政村の香川郡中笠居村（なかかさいむら）成立。この際合併などは無し。
- 1897年（明治30年）2月21日 - 讃岐鉄道（現・JR予讃線）開通。村内に駅は無し。
- 1915年（大正4年）2月11日 - 町制施行、改称し、香西町となる。
- 1952年（昭和27年）1月27日 - 国鉄（現・JR）予讃線香西駅開業。
- 1956年（昭和31年）9月30日 - 高松市に合併（高松市第5次合併）。この区域を以って高松市香西地区成立。
  - 高松市香西出張所が開所。
  - 香西町立香西小学校が高松市立香西小学校に改称。
  - 香西町立香西中学校が高松市立香西中学校に改称。

高松市編入以後は「香西」を参照

## 町長
- 久保栄吉